# Proformica
Proformica és un gènere de formigues de la subfamília dels formicins (Formicinae). Té una distribució paleàrtica, incloent-hi a la península Ibèrica.

## Espècies
El gènere Proformica inclou 30 espècies, de les quals tres viuen a la península Ibèrica:
- Proformica alaica Kuznetsov-Ugamsky, 1926
- Proformica borowieci Lebas et al., 2023
- Proformica buddhaensis Ruzsky, 1915
- Proformica caucasea (Santschi, 1925)
- Proformica cerdanyensis Galkowski, Lebas, Lenoir, Perdereau & Blatrix, 2022
- Proformica chelmosensis Lebas & Galkowski, 2019
- Proformica coriacea Kuznetsov-Ugamsky, 1927
- Proformica dolichocephala Kuznetsov-Ugamsky, 1927
- Proformica epinotalis Kuznetsov-Ugamsky, 1927
- Proformica ferreri Bondroit, 1918 - present a la Península Ibèrica[1]
- Proformica flavosetosa (Viehmeyer, 1922)
- Proformica jacoti (Wheeler, 1923)
- Proformica kaszabi Dlussky, 1969
- Proformica kobachidzei Arnol'di, 1968
- Proformica korbi (Emery, 1909)
- Proformica kosswigi (Donisthorpe, 1950)
- Proformica kusnezowi (Santschi, 1928)
- Proformica lebasi Borowiec & Salata, 2022
- Proformica longipilosa Galkowski, Lebas, Wegnez, Lenoir & Blatrix, 2017
- Proformica longiseta Collingwood, 1978 - present a la Península Ibèrica[1]
- Proformica mongolica (Emery, 1901)
- Proformica nasuta (Nylander, 1856) - present a la Península Ibèrica[1]
- Proformica nitida Kuznetsov-Ugamsky, 1923
- Proformica oculatissima (Forel, 1886)
- Proformica ossetica Dubovikoff, 2005
- Proformica pilosiscapa Dlussky, 1969
- Proformica seraphimi Tarbinsky, 1970
- Proformica similis Dlussky, 1969
- Proformica splendida Dlussky, 1965
- Proformica striaticeps (Forel, 1911)